# روبرت تشارلز ساندز
روبرت تشارلز ساندز (بالإنجليزية: Robert Charles Sands)‏ هو شاعر أمريكي، ولد في 11 مايو 1799، وتوفي في 17 ديسمبر 1832.